# Microctenochira brasiliensis
Microctenochira brasiliensis é uma espécie de besouro da família Chrysomelidae. Foi descrita em 1999 por Swietojanska & Borowiec.